# Peter Watts (tác giả)

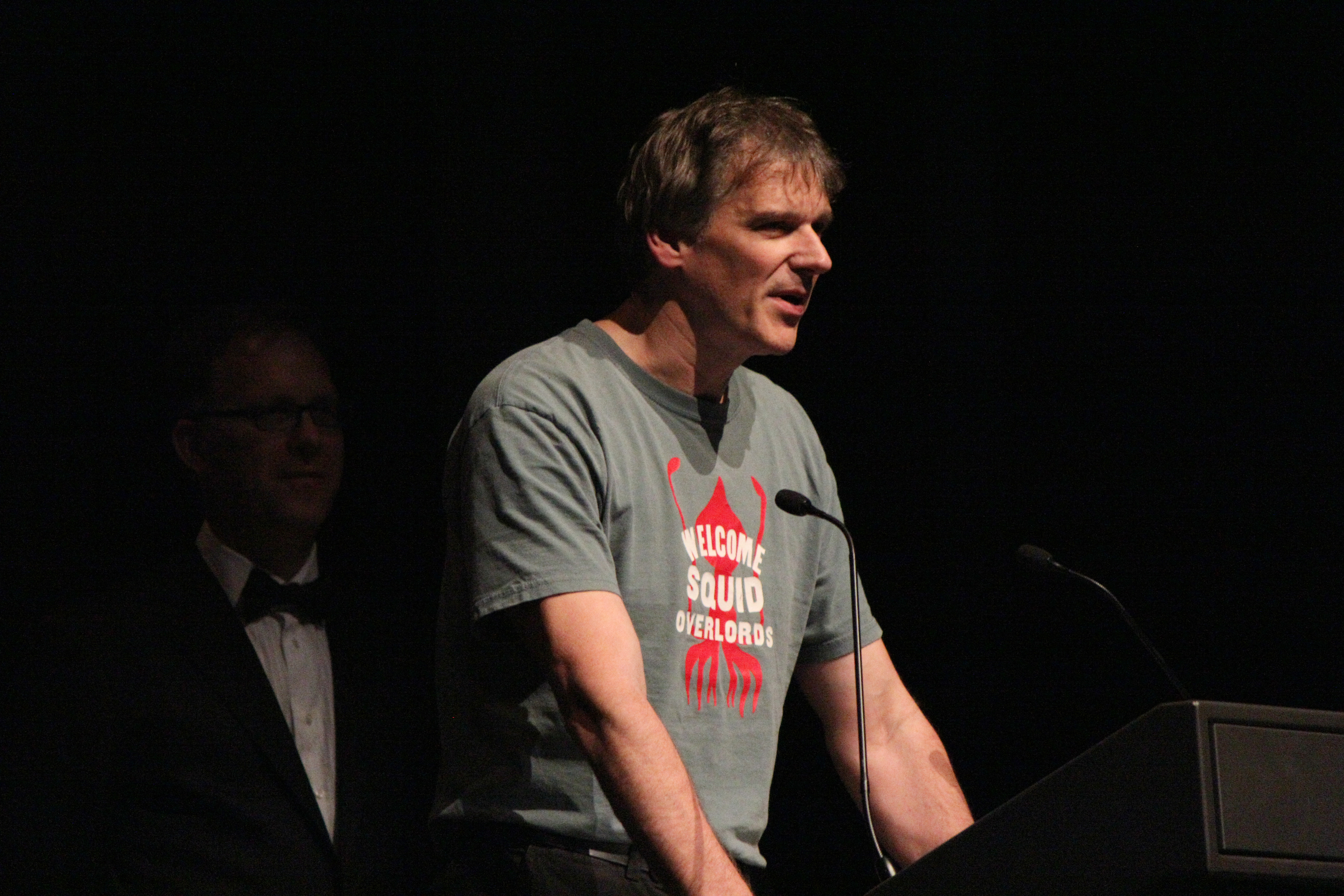
Peter Watts, 2010.

Peter Watts (sinh năm 1958) là một tác giả tiểu thuyết khoa học viễn tưởng Canada và là một nhà sinh học về động vật có vú sống ở biển.

## Sự nghiệp
Tiểu thuyết đầu tay của ông Starfish (2000) có nội dung giới thiệu Lenie Clarke, một công nhân trạm năng lượng dưới biển sâu thay đổi để sinh sống trong điều kiện dưới nước và là nhân vật chính trong các tác phẩm sau đó: Maelstrom (2001), Behemoth: β-Max (2004) và Behemoth: Seppuku (2005). Hai tập cuối tạo thành một tiểu thuyết, và được xuất bản dưới hai ấn phẩm cho mục đích thương mại. Starfish, Maelstrom và Behemoth tạo thành một bộ ba thường được đề cập đến với cái tên "Rifters" vì các nhân vật trong truyện được biến đổi để làm việc dưới biển sâu.
Cuốn sách mới nhất của ông Blindsight, được phát hành tháng 10 năm 2006 và được nhận Giải Hugo. Tiểu thuyết này đã được miên tả bởi Charles Stross là: "hình dung một phiên bản sinh học thần kinh xuất phát từ tác phẩm first contact with aliens của Greg Egan dưới cái nhìn của một zombie posthuman trên một con tàu không gian lái bởi ma cà rồng, và không mất đi như boobie prize." Watts hiện tại đang viết hai cuốn tiểu thuyết: Sunflowers và State of Grace, một "sidequel" về những gì xảy ra trên Trái Đất trong Blindsight.
Watts đã để cho các tiểu thuyết và một số truyện ngắn của ông được đăng trên website của mình dưới giấy phép Creative Commons. He believes that doing so has "actually saved [his] career outright, by rescuing Blindsight from the oblivion to which it would have otherwise been doomed."

#### Rifters
1. Starfish (July 1999, Tor Books, ISBN 978-0312868550) (available online)
2. Maelstrom (October 2001, Tor Books, ISBN 978-0312878061) (available online)
3. Behemoth (published in two volumes) (available online)

- Behemoth: β-Max (July 2004, Tor Books, ISBN 978-0765307217)
- Behemoth: Seppuku (December 2004, Tor Books, ISBN 978-0765311726)

#### Khác
- Blindsight (October 2006, Tor Books, ISBN 978-0765312181) (available online)

### Tuyển tập
- Ten Monkeys, Ten Minutes (November 2002, Tesseract Books, ISBN 978-1895836745)

### Truyện ngắn
- "A Niche" (Tesseracts, 1990)
- "Nimbus" (On Spec Magazine, 1994)
- "Flesh Made Word" (Prairie Fire Magazine, 1994)
- "Fractals" (On Spec Magazine, 1995)
- "Bethlehem" (Tesseracts 5, 1996)
- "The Second Coming of Jasmine Fitzgerald" (Divine Realms, 1998)
- "Home" (On Spec Magazine, 1999)
- "Bulk Food" (On Spec Magazine, 2000) with Laurie Channer
- "Ambassador" (Ten Monkeys, Ten Minutes, 2002)
- "A Word for Heathens" (ReVisions, 2004)
- "Mayfly" (Tesseracts 9, 2005) with Derryl Murphy
- "Repeating the Past" (Nature Magazine, 2007)
- "The Eyes of God" (The Solaris Book of New Science Fiction: Volume 2, 2008)
- "Hillcrest v. Velikovsky" ("Nature Magazine", 2008)
- "The Island" (The New Space Opera 2, 2009)
- "The Things" (Clarkesworld Magazine, January 2010)